# قانون أمدال

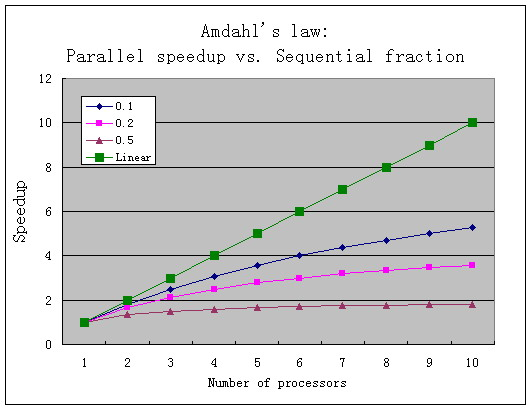

قانون أمدال، الذي وضعه جين أمدال، يوضح مدى ربح في الأداء الذي يمكن انتظاره من حاسوب بتحسين أحد مكونات أدائه. بشكله العام، فإن الربح في الأداء يساوي مدة التنفيذ الكامل للمهمة بدون تحسين مقسوم على مدة التنفيذ نفس المهمة بإدخال التحسين.
في نسخته الأصلية، يمثل تطبيقا بسيطا لقاعدة الثالثة. يوضح كيف أن الربح في الزمن الذي يمنحه نظام متعدد المعالجات يتعلق بـ :
- عدد المعالجات N
- الجزء القابل للموازاة s

في هذا المستوى يتم إهمال العمل المتزايد الناتج عن عملية الموازاة. وصيغة القانون هي :
{\displaystyle R={\frac {1}{(1-s)+{\frac {s}{N}}}}}
إذا كان N يؤول إلى مالا نهاية، نحصل على :
- {\displaystyle R={\frac {1}{(1-s)}}}

## مردود غير مرض أحيانا
- بعض التطبيقات مثل معالجة الصور تستثمر بشكل جيد عملية الموازاة. الجزء القابل للموازاة و يقترب من 0.95 .
- بعض المعالجات الرقمية يمكنها أيضا الاستفادة من الموازاة بتغيير الخوارزمية (مثلا تعويض خوارزمية غوص-صيدل بخوارزمية جاكوبي التي وإن كانت تعاني من بطء في الوصول للنتيجة إلا أنها قابلة للموازاة بصورة كلية).

تظهر حالات أخرى خيبة أمل: فمن أجل s=0.5، الانتقال إلى حاسوب بمعالجين يسمح باختصار 25 بالمئة من مدة المعالجة. أما باستعمال 12 معالج فيتم اختصار45.83 بالمئة من المدة.
ملاحظة : يعتبر قانون أمدال أن النظام المستعمل متعدد المعالجات وكل الموارد مخصصة لعمل واحد. وهي وضعية مثالية لا نجدها كثيرا في الواقع، ما يجعل النتائج أكثر تواضعا. ويمكن تدارك الأمر إذا ما روعي استرجاع نفس المعالجات لمتابعة العمل لتفادي إعادة شحن المتكررة للذاكرة (وهو ما يسمى بـ processor affinity).